# Князев, Андрей Андреевич
Андрей Андреевич Князев (1932—2003) — известный советский фотограф, фотожурналист.

## Биография
Сотрудничал с «Литературной газетой», «Советской культурой», журналами «Смена», «Советский экран».
Работа в «Советском экране» дала Андрею Князеву возможность освещать в печати московские международные кинофестивали. В кино его поражает все: он пытается в фотографии повторить технические приемы оператора, восхищается режиссурой, ему интересно, как ведут себя любимцы публики в обыденной жизни. Он делает замечательные портреты артистов отечественного и зарубежного кино: Никиты Михалкова, Инны Чуриковой, Людмилы Гурченко, Софи Лорен, Федерико Феллини, Марчелло Мастроянни, Марины Влади.
В 1966—1989 гг. фотокорреспондент газеты «Московские новости».
Андрей Князев — мастер жанровой фотографии. Его снимки возникали без малейшего желания фотографа инсценировать какой-либо момент жизни.
По фотографиям Андрея Князева легко считывается время. Густая челка, мини-юбка, коляска, кепка, габардиновое пальто молодого отца — все относит нас к далеким 1960-м. Авторство в фотокадрах Андрея Князева узнаваемо с первого взгляда.
Его не оставляет мечта выразить средствами фотографии легкость и прозрачность «воздушного потока», что так искусно умели передавать художники-импрессионисты. Князев признавался: «… импрессионизм остался для меня непревзойденным… время от времени я пытаюсь в своей работе, в фотографии, приблизиться к тому неповторимому воздушному потоку…». Он много экспериментирует в этом направлении. Последние годы работал как свободный фотохудожник для различных изданий.
В 2004-м году Фотогалерея имени братьев Люмьер приобрела фотоархив Андрея Князева и на сегодняшний день является единственной галереей, эксклюзивно представляющей работы мастера.
Дочь Князева Екатерина Андреевна  
Внуки Артём и Мария 

## Участие в выставках
- «Семилетка в действии» — с 1959 по 1965 гг.
- «Интерпрессфото-60»
- «Интерпрессфото-66»
- «Интерпрессфото-77»
- «СССР: страна и люди в художественных фотографиях» — ежегодные выставки, проходившие за рубежом с 1970 по 1976 гг.